# Polder van S. van Heukelem
De Polder van S. van Heukelem is een voormalig waterschap in de Nederlandse provincie Groningen.
Van deze polder is weinig meer bekend dan dat het gemaal (waarvoor vergunning was verleend door het waterschap Westerkwartier) uitsloeg op een westelijke zijtak van de Traansterwijk. De bemaling was bedoeld om een gebied ten westen van de Sikkemapolder in te polderen.
Waterstaatkundig gezien ligt het gebied sinds 1995 binnen dat van het waterschap Noorderzijlvest.